# سانتا كروث دي لا بالما
بلدية سانتا كروث دي لا بالما (بالإسبانية: Santa Cruz de La Palma) هي بلدية تقع في مقاطعة سانتا كروث دي تينيريفه التابعة لمنطقة جزر الكناري جنوب غرب إسبانيا وتقع بالتحديد في جزيرة لا بالما.

## الديموغرافيا
بلغ عدد سكان بلدية سانتا كروث دي لا بالما 16.924 نسمة عام 2011 (وفقاً للمعهد الوطني للإحصاء الإسباني).
| 17.265 | 18.337 | 18.228 | 17.788 | 17.353 | 17.084 | 16.924 |

## توأمة
لسانتا كروث دي لا بالما اتفاقيات توأمة مع:
- بوينس آيرس

## أعلام
- مانولو بلانيك
- صموئيل غارسيا
- فرناندو فرنانديز مارتين